# Tokyobörsen

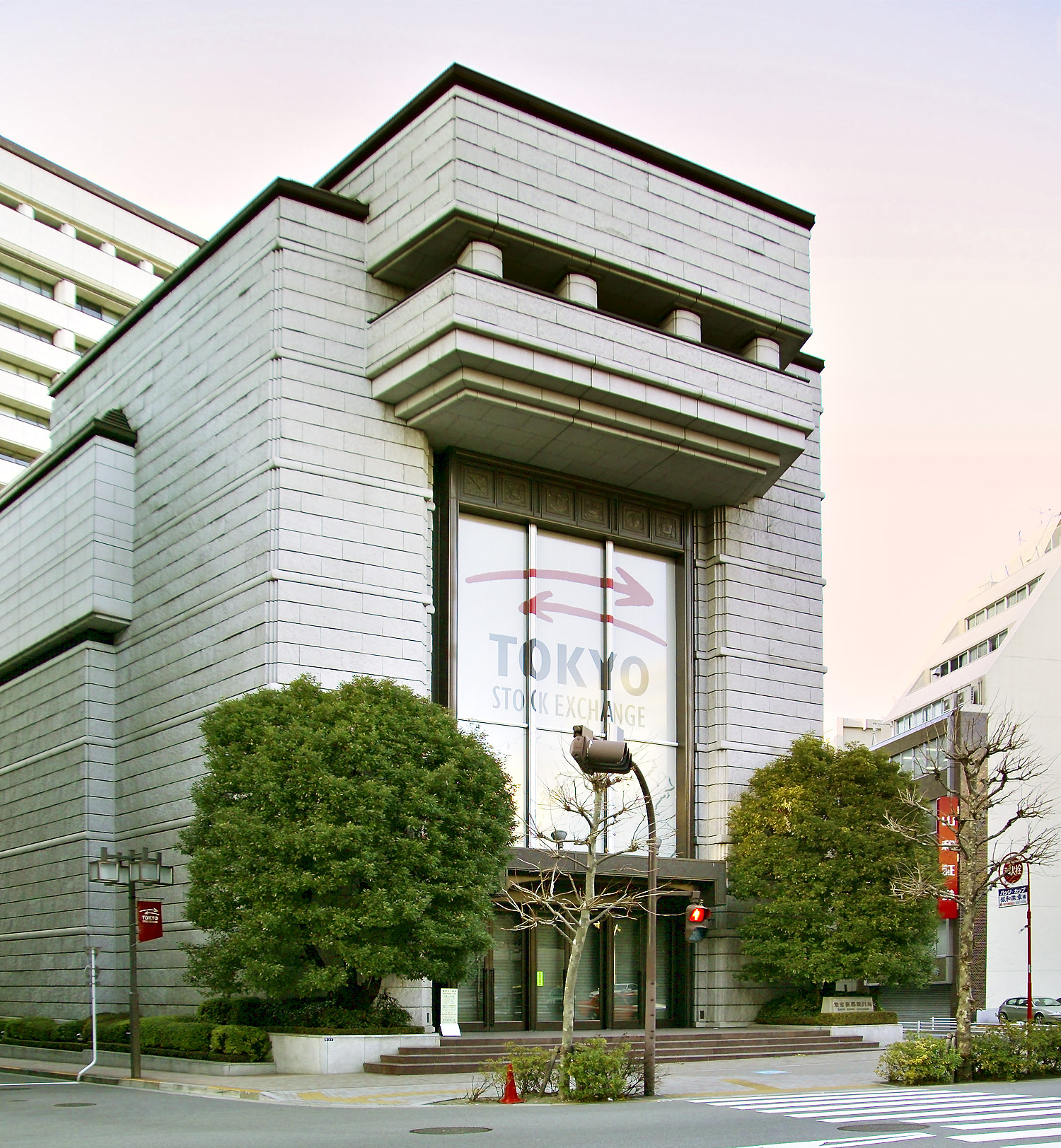
Tokyobörsen

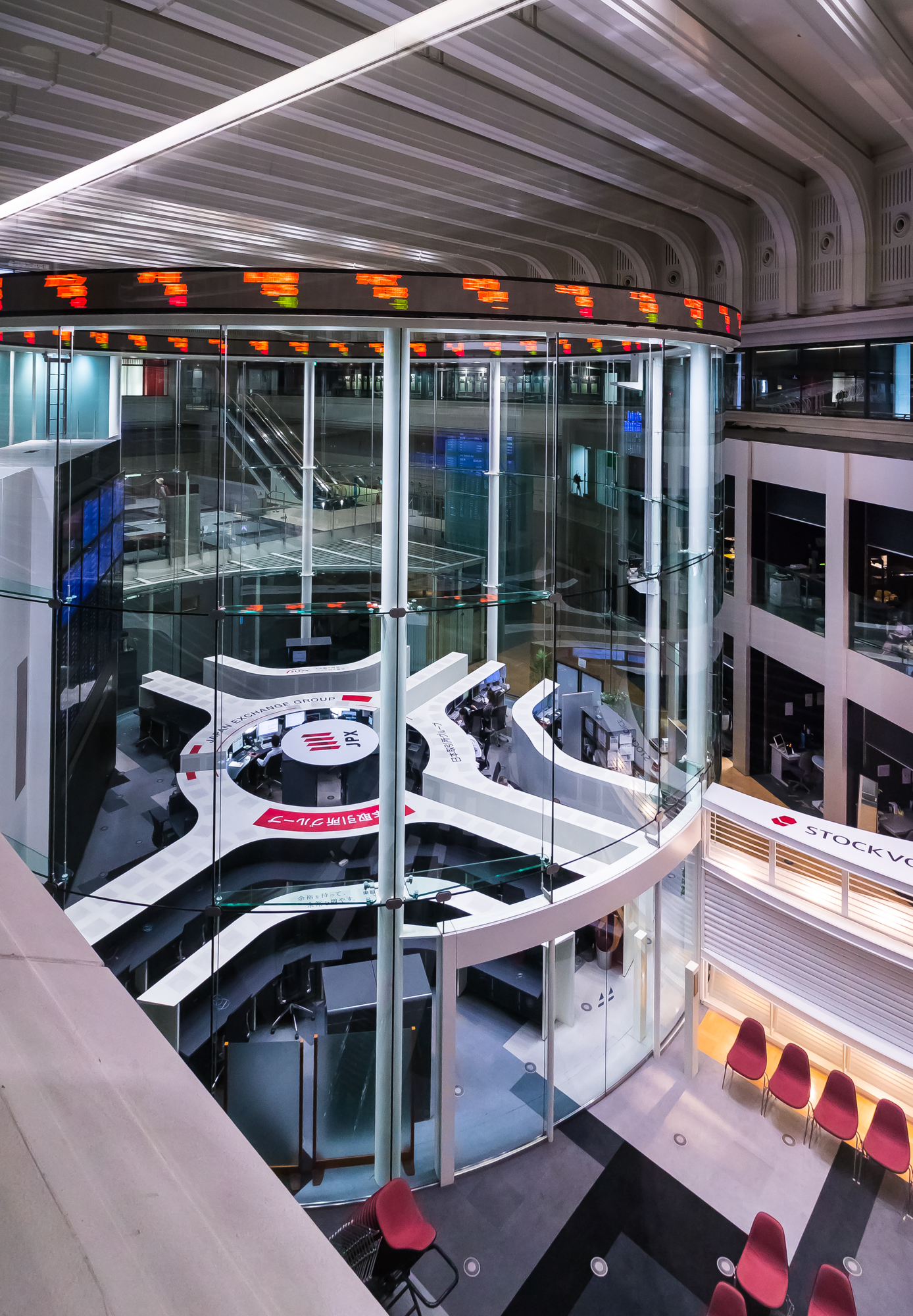

Tokyobörsen (japanska: 東京証券取引所?, Tōkyō Shōken-torihikisho; engelska: Tokyo Stock Exchange, TSE) är en aktiebörs i Tokyo, Japan. Börsen är en av de största börserna i världen. På börsen finns 2 271 listade bolag, varav 31 bolag är utomjapanska.
Börsen grundades 1878 som Tokyo Kabushiki Torihikijo (東京株式取引所). 1943 slogs den samman med tio mindre börser och fick hela landet som sitt handelsområde. Sitt nuvarande namn fick den efter andra världskrigets slut.
Tokyobörsen ägs av Tōkyō Shōken-torihikisho Group( 東京証券取引所グループ, engelska: Tokyo Stock Exchange Group) och drivs som ett aktiebolag (Kabushiki kaisha).
De största aktieindexen över Tokyobörsen är Nikkei 225, TOPIX och J30.